# Vič (Ljubljana)
Vič – ausgesprochen [ʋiːtʃ] – (deutsch Waitsch) ist der Stadtbezirk 17 der slowenischen Hauptstadt Ljubljana.

## Geographie
Vič liegt im Westen von Ljubljana. Der Stadtbezirk wird im Norden durch die Eisenbahn von Ljubljana nach Sežana, die Autobahn A2 und den Fluss Gradaščica begrenzt; im Süden durch den Fluss Ljubljanica. Die Nachbarbezirke sind Rožnik im Norden, Center im Nordosten, Trnovo im Osten und Rudnik im Süden. Der Stadtteil umfasst die ehemaligen Dörfer Glince, Vič und einen Teil von Kozarje.
Quer durch den Stadtbezirk führt die Tržaška cesta (Triester Straße).

## Kultur und Sehenswürdigkeiten

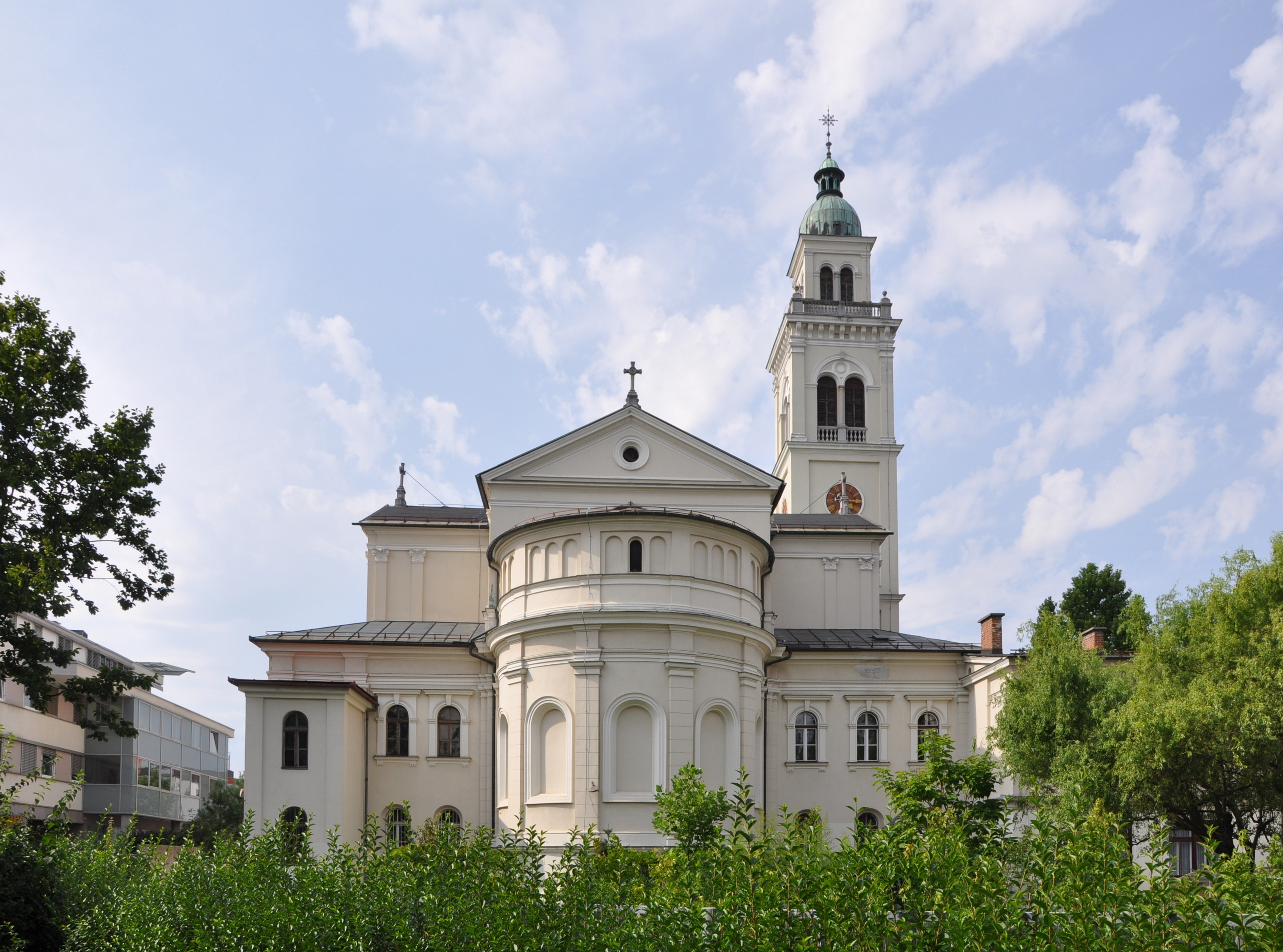
St. Antonius von Padua Kirche in Ljubljana-Vič

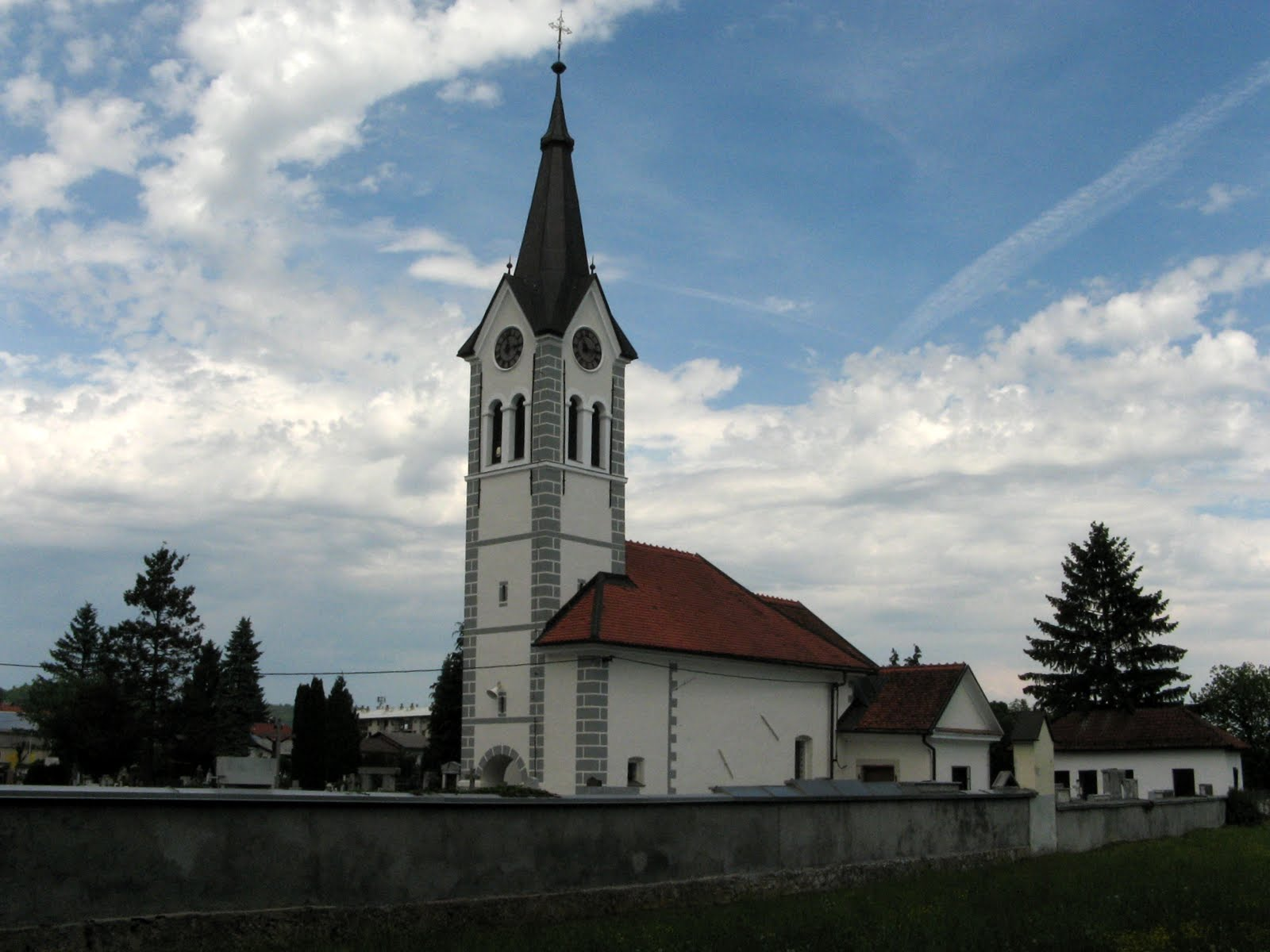
St. Simon und Judas Thaddäus Kirche in Ljubljana-Vič

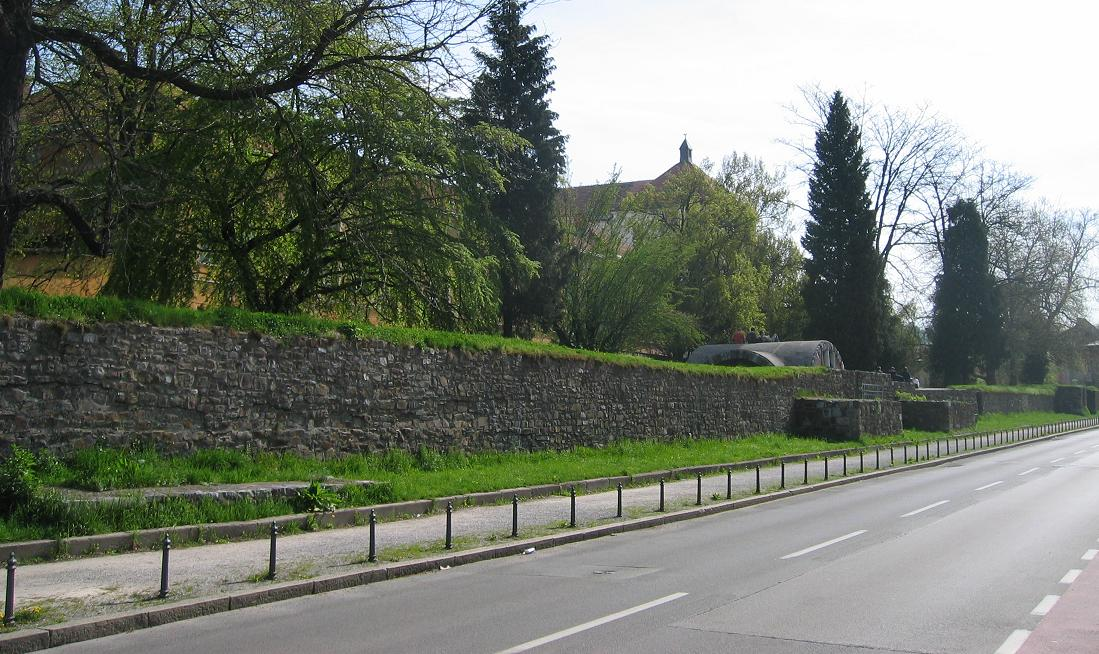
Römische Mauerreste in Ljubljana, Mirje

### Kirchen
Die römisch-katholische Pfarrkirche von Vič ist dem heiligen Antonius von Padua geweiht. Entworfen vom österreichischen Architekten Hans Pascher wurde sie – gemeinsam mit dem zugehörigen Kloster – zwischen 1906 und 1908 an der Triester Straße (Tržaška cesta) im Stil der Neuromanik gebaut.
Die Friedhofskirche St. Simon und Judas Thaddäus ist Filialkirche der Pfarrei Ljubljana-Vič. Sie wurde im 15. Jahrhundert erbaut und ist eines der wenigen gut erhaltenen Beispiele gotischer Architektur in Ljubljana.

### Römische Stadtmauer
In der Mirjestraße findet man Reste der römischen Siedlung Emona aus den Jahren 14 und 15 u. Z. Die Mauerreste wurden in den dreißiger Jahren des 20. Jahrhunderts nach Plänen von Jože Plečnik gesichert und ergänzt. Seit 2021 ist das Bauwerk Teil der Weltkulturerbestätte Die Werke von Jože Plečnik in Ljubljana – am Menschen orientierte Stadtgestaltung.

## Bildung
In Vič befinden sich unter anderem die Fakultäten der Universität Ljubljana für Elektrotechnik, für Mathematik und Physik und für Pharmazie; außerdem nationale slowenische Forschungseinrichtungen, wie das "Jožef Stefan" Institut (JSI) für Naturwissenschaft, Informationstechnologie und Nukleartechnik,  das Nationale Chemie-Institut (Kemijski inštitut), das Nationale Ernährungsinstitut (Inštitut za nutricionistiko) und das Institut für Metalle und Technologie (Inštitut za kovinske materiale in tehnologije (IMT)).
Die slowenische Niederlassung des Goethe-Instituts liegt im Stadtviertel Vič-Mirje.